# Olibrus judaicus
Olibrus judaicus là một loài bọ cánh cứng trong họ Phalacridae. Loài này được J. Sahlberg miêu tả khoa học năm 1913.